# عبسان الصغیره
عباسان ال-سقیرا (به لاتین: Abasan al-Saghira) یک شهرک در فلسطین با جمعیت ۵٬۶۵۰ نفر است.